# Dee Dee Gomes
Diethilde „Dee Dee“ Gomes [ˈdidi] (geb. Weinschrott; * 10. Juni 1971 in Banat, Rumänien) ist eine Moderatorin und Popsängerin.
Gomes ließ sich nach ihrem Schulabschluss zur staatlich geprüften Sport- und Gymnastiklehrerin ausbilden. Sie gehörte ab 1995 zu den Funky Diamonds, die mit einer Goldenen Schallplatte ausgezeichnet wurden. Sie lebte bereits in Brasilien und danach in New York, nutzte diese Zeit zur Weiterbildung und gab auch Sportunterricht. Bis Ende 2007 moderierte sie auf DSF die Call-in-Show DSF – Das Sportquiz.